# クンストシロ
クンストシロ（ノルウェー語: Kunstsilo）は、ノルウェーのクリスチャンサンの港に隣接する穀物倉庫（サイロ、ノルウェー語: silo）を改修して作られた美術館。構想から9年後、2024年5月11日に開館。

## 概要
ノルウェー中央銀行投資管理部門のCEO、ニコライ・タンゲンが、2015年に自身が収集した1,000点以上の美術品を寄贈すると発表、このコレクションを中心に約5,500点の作品を収蔵している。
穀物サイロは、1935年に飢餓の予防のために建設され、89年間サイロとして使われてきた。
「クンストシロ」は、英語読みで「クンストサイロ」。ノルウェー語の「クンスト」（kunst）は「芸術」の意味。

### 常設コレクション
- タンゲン・コレクション - 5500点以上の1920年から現在に至るまでの北欧現代美術品[2]
- 旧ソーランド美術館コレクション
- クリスチャンサン写真ギャラリー

## アクセス
- クリスチャンセンまでは、首都オスロから飛行機で45分、電車では4時間30分[2]。